# Isabelle Montoya
Pour les articles homonymes, voir Montoya.
 (septembre 2018).
Si vous disposez d'ouvrages ou d'articles de référence ou si vous connaissez des sites web de qualité traitant du thème abordé ici, merci de compléter l'article en donnant les références utiles à sa vérifiabilité et en les liant à la section « Notes et références ».
Isabelle Montoya, née en 1984, est une comédienne, autrice, scénariste et réalisatrice française d'origine espagnole. Elle est également créatrice du Kino K à Commune Image. Elle fait partie du collectif de scénaristes et réalisatrices Fabulae.

## Biographie
Isabelle Montoya tourne dès l'âge de six ans. Puis sa rencontre avec Martina Catella lui offre la possibilité d'étudier les chants du monde pendant quatre ans et de découvrir l'ethnomusicologie et les chants tsiganes.
À seize ans, elle entre en tant que mannequin dans plusieurs agences, notamment chez People International. Elle tourne vite le dos au monde du mannequinat pour se consacrer à ses cours de théâtre (au Cours Simon puis à l'Atelier Frédéric Jacquot ).
À 19 ans, elle devient assistante du metteur en scène Anthéa Sogno sur Ciel ! Mon Feydeau ! à la Michodière. En parallèle, elle continue ses études de Lettres Modernes à Jussieu.
En tant que comédienne, elle tourne sous la direction de Sofia Coppola (Marie Antoinette), Dominique Furgé, Christophe Douchand, Bertrand Van Effenterre, ou encore Didier Le Pêcheur, Kevin Sardet, Anthony Barthélémy, Alain Wermus, Bernard Tanguy , Pierre Sisser... Au théâtre, elle joue dans Mentir, y a qu'ça d'vrai !, une pièce de Jérôme Touzalin, mise en scène par Jean-Paul Bazziconi, au Funambule à Paris et au Théâtre des Béliers parisiens, dans le cadre du Festival d'Avignon. Elle interprète également le rôle de Sacha dans Ivanov d'Anton Tchekhov et de Dragana dans Thérapie anti-douleur de Laura Forti, deux pièces mises en scène par Yvan Garrouel. Plus tard, elle joue dans Les Bonnes de Jean Genet, mis en scène par Véronique Costa.
Elle créé à Commune Image ( Saint Ouen) en 2011 l'évènement culturel et social Kino K le défi. Performance basée sur la rencontre, la transmission et la mixité sociale. Avec pour défi de réaliser des films en trois jours de l'écriture à la projection en passant par la création musicale.
Elle réalise Reversed Séquence avec Cédric le Doré à Hambourg en 2010, court métrage expérimental utilisé comme générique par Tracks (Arte).
Elle réalise en 2011 Pamela avec Sabrina Boudina, un documentaire sur le parcours d'une femme inuit qui travaille au centre d'amitié autochtone de Montréal. Le film a été tourné au Québec et il a reçu en France le prix Face Hérault, prix contre l'exclusion, Paroles de Femmes au Festival international des Très Courts.
Elle est également scénariste et réalisatrice entre autres de El libro blanco (Argentine), Luna di Giorno (France) et L'odor del pianto (Italie), le clip de la chanteuse italienne Neripè avec Sabrina Impacciatore et La iatta nera de La Ragnatela Folk Band (Matera). Elle réalise des vidéos musicales pour des groupes de différents pays. Et également des portraits vidéos d'artistes, notamment pour ClassicAgenda.
Son film Mourir, oui mais au son des violons tsiganes obtient différents prix et sélections en festivals.
En 2017, elle met en scène "Les Oranges" d'Aziz Chouaki.
En 2019, elle travaille en Italie pour la Fondation Matera 2019 (Matera Capitale della Cultura) avec Kiana Tajammol en créant des documentaires avec les jeunes de la région.
Son scénario Tant que je marcherai est sélectionné aux Scénarios Vivants de Paris Court Devant 2019.
En 2020, elle obtient le second prix SIRAR pour son scénario La langue des signes. Elle réalise le court-métrage Silencio, en Galicia, qui obtient des sélections dans des festivals internationaux.
En 2021, son scénario Amachahou est en sélection à Valence Scénario- Festival International des Scénaristes. Son clip "La luna di giorno" réalisé pour le groupe italien Les Guappecarto obtient le prix du meilleur clip à l'European Film Festival 2021.
Son roman "Là où ça chante" sera publié début 2022.

## Distinctions

### Pour "Pamela"
- Prix Face Hérault Contre l'Exclusion, Festival International des Très Courts, Paroles de femmes

### Pour "Mourir oui mais au son des violons tsiganes"
- Prix Coup de pouce de Médiasolution[28]
- Prix du public au Festival Cinépoème[29]
- Prix Best International Drama at the Women's entertainment film festival
- Prix Best Writer at the Women's entertainment film festival
- Prix du Meilleur scénario au Largo film awards
- Sélection, Meilleure actrice  (Catherine van Hecke) au  Bucharest shortcut cinefest
- Sélection, Best screenplay at the Bucharest shortcut cinefest
- Price, Best International Short at the Kansas International Film Festival

### Pour "Silencio"
- Kursaal Film Festival San Sebastián 2020
- Festival Visualízame. Audiovisual&Mujer 2020 (Espagne)
- Hidalgo Film Fest 2020 (Mexique)
- Barcelona Planet Film Festival 2020: Best actress for Elvira Barboza[30] and Best Woman Filmmaker for Isabelle Montoya
- Festival CineFem 2020 (Uruguay)
- Osaka International Film Festival 2021
- Madrid Film Awards 2021
- Festival Internacional de Marbella 2021
- BUEIFF- Buenos Aires International Film Festival 2021
- Kansas City Underground Film Festival 2021
- San Francisco Latino Film Festival 2021
- Corto Creativo Short Film Festival 2021

### Pour "La luna di giorno"
- European Film Festival (Moscou): Prix du Meilleur Clip